# Kościół św. Mikołaja w Żarnowie
Kościół świętego Mikołaja – rzymskokatolicki kościół parafialny należący do dekanatu żarnowskiego diecezji radomskiej.

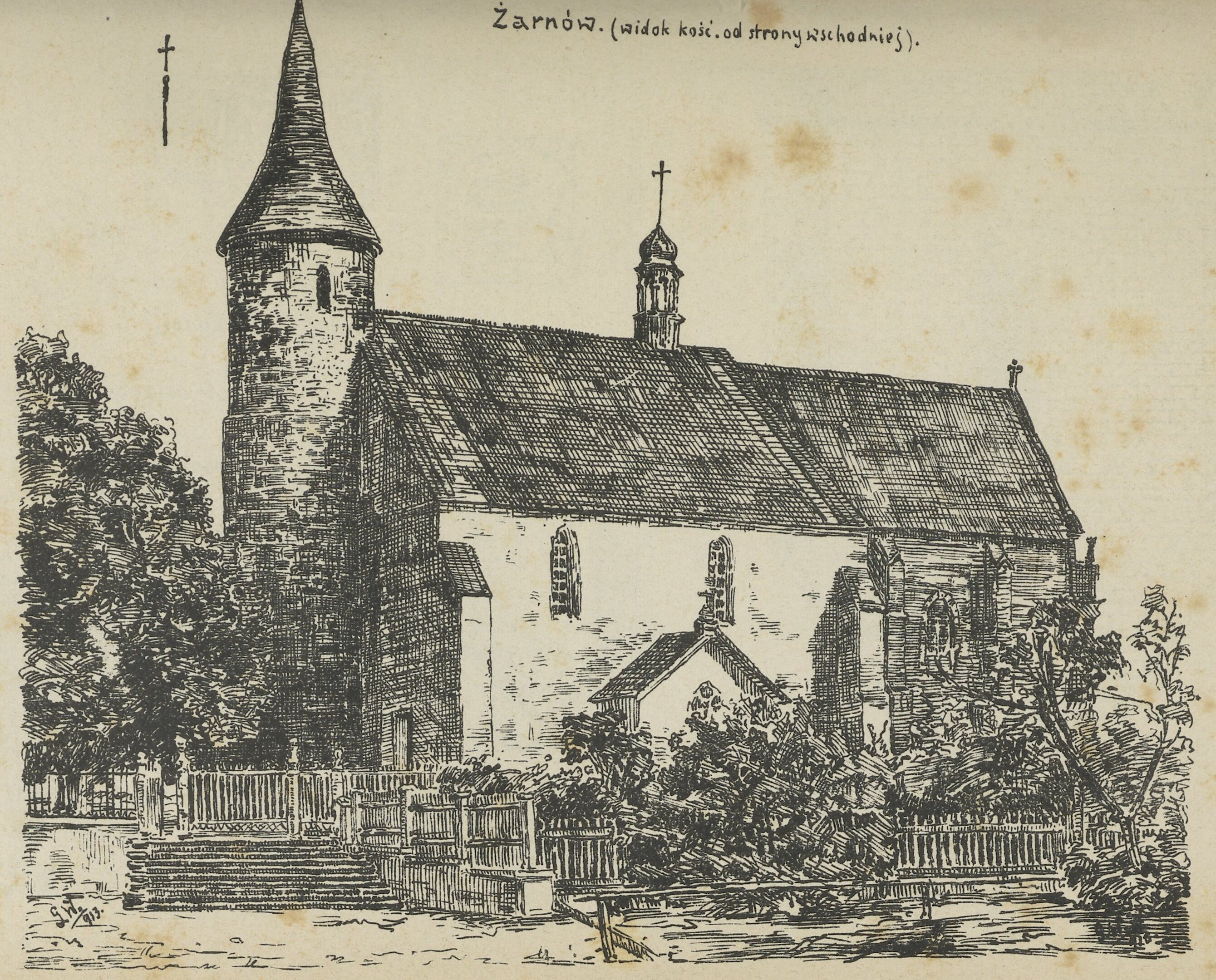
Kościół przed 1913

Pierwsze wzmianki o świątyni pochodzą z 1191 roku. Pierwotnie była to budowla romańska, jednonawowa, rozbudowana w 1503 roku (zostało wtedy dobudowane późnogotyckie prezbiterium). Po pożarze w 1893 roku kościół został rozbudowany według projektu Stefana Szyllera.
Pierwotna świątynia jest obecnie poprzeczną nawą obecnej. Częściowo zostały zachowane fragmenty murów oraz detale romańskie i gotyckie.
Do dziś zachowało się zachodnie przęsło nawy z emporą, dobudowana do niego okrągła wieża oraz fragmenty ścian północnej i południowej nawy dostawione do prezbiterium.
W bocznych ścianach nawy są umieszczone romańskie pilastry (należą do nich m.in. dwa ozdobione motywami liści akantu i fantastycznych zwierząt). W ścianie północnej znajduje się romańskie okno.
Na kamiennych ścianach starszej części budowli wydrapane są w kamieniu inskrypcje poświęcone ludziom, którzy remontowali kościół. Znajduje się na nich m.in. napis „Matki Skórko 1595”.
We wnętrzu świątyni są umieszczone m.in. spiralne kamienne schody, trzy ostrołukowe okna w stylu gotyckim z maswerkiem.
Prezbiterium zostało wzniesione na planie prostokąta i jest nakryte trzema przęsłami sklepienia gwiaździstego.

## Galeria

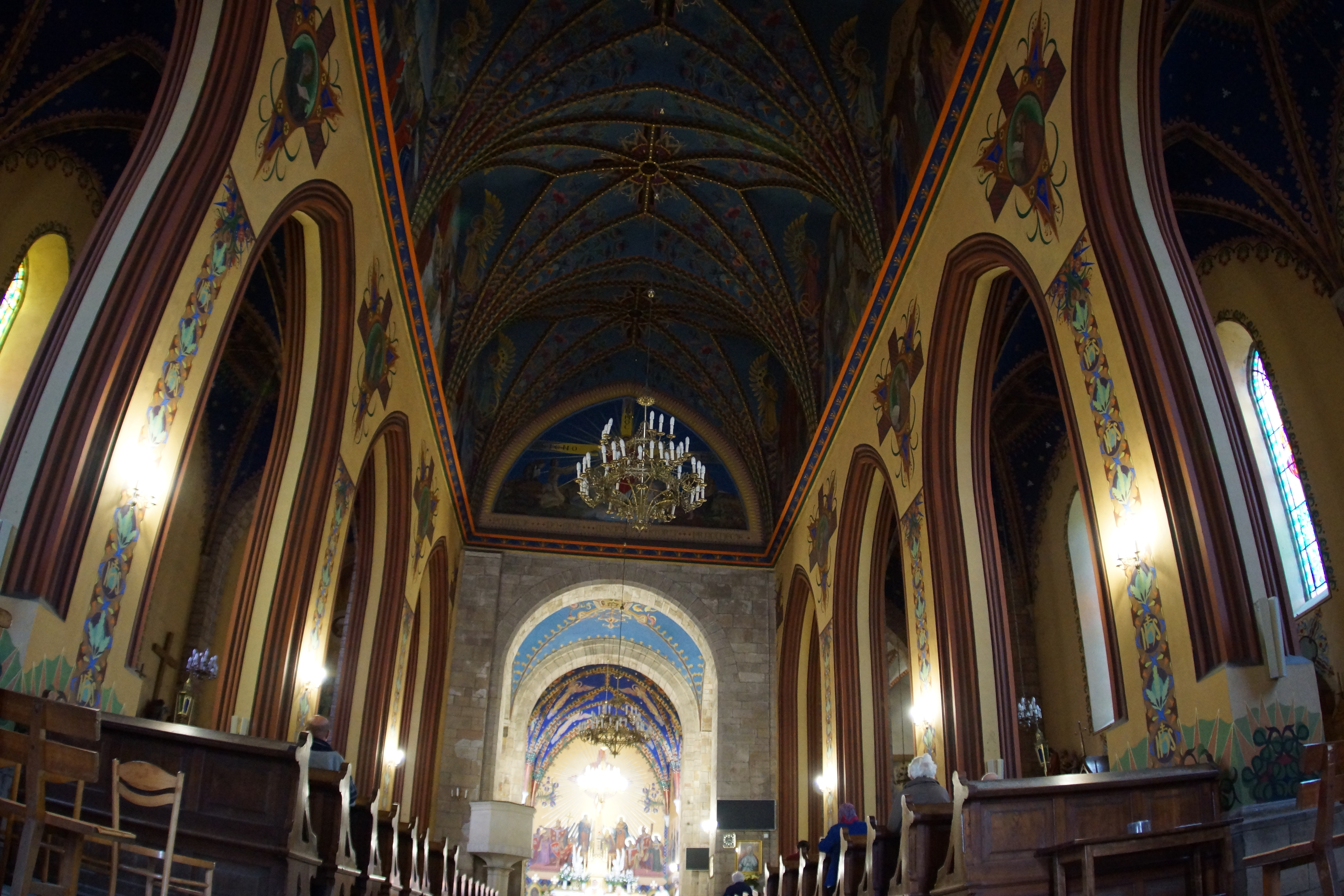
Wnętrze
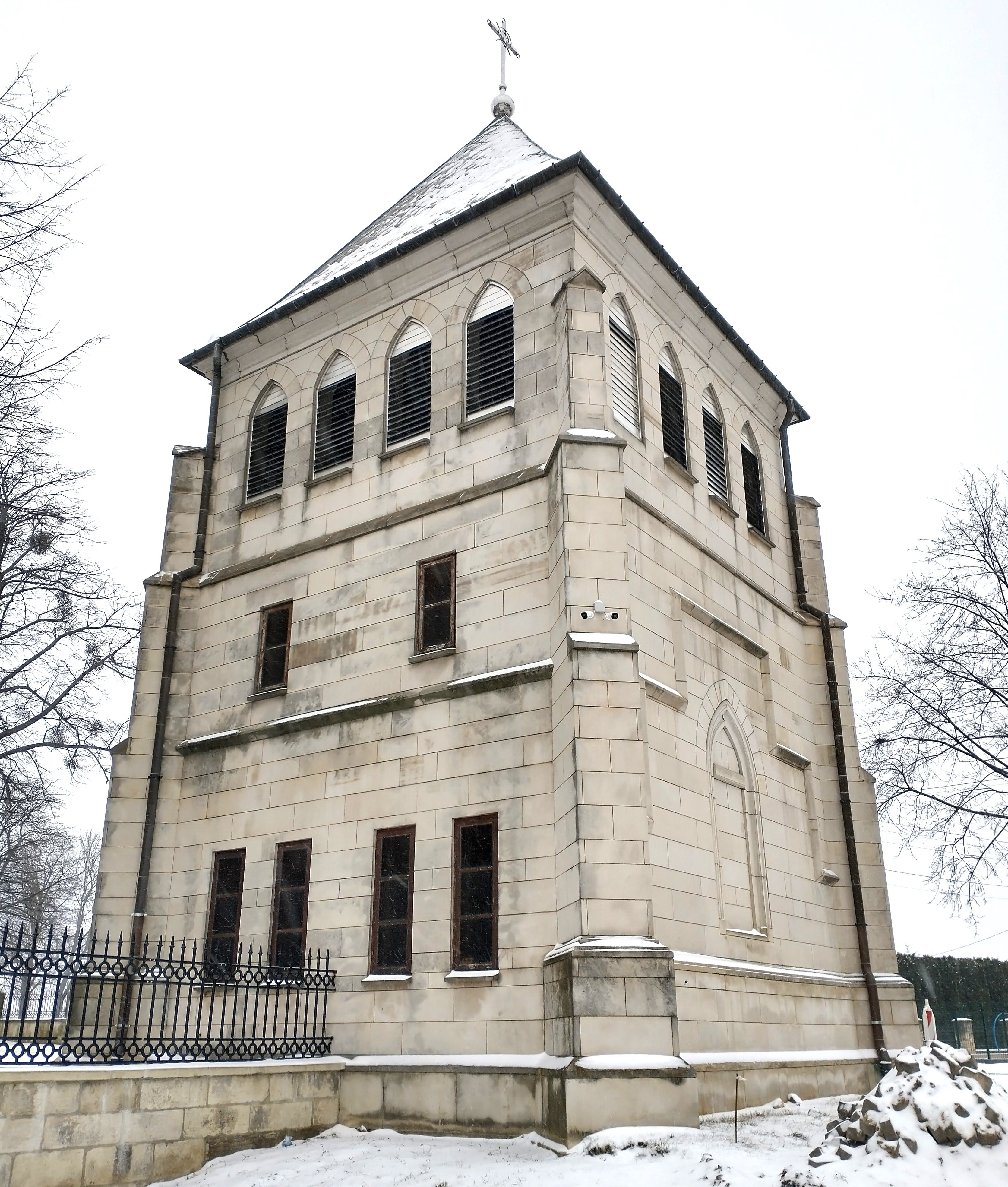
Dzwonnica murowana
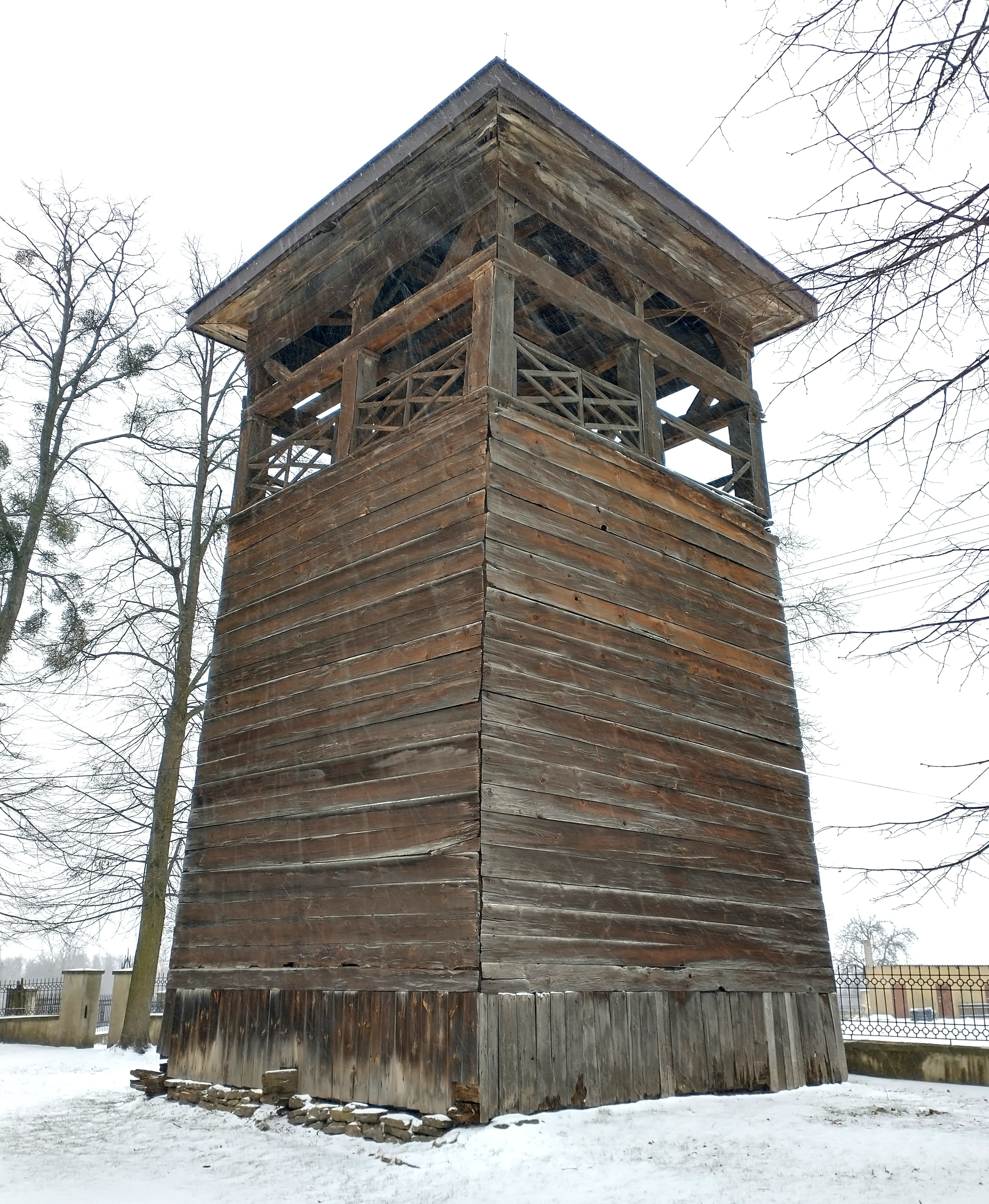
Dzwonnica drewniana